# Monument la mormântul ostașului căzut în 1941 (Andrușul de Sus)
Monumentul la mormântul ostașului căzut în 1941 este un monument amplasat în Andrușul de Sus, raionul Cahul, Republica Moldova. Este un monument istoric de importanță națională inclus în Registrul monumentelor Republicii Moldova ocrotite de stat cu nr. 31 (raionul Cahul).